# Tropicos
Tropicos — електронна ботанічна база даних, що містить таксономічну інформацію про рослини, головним чином з Неотропічної екозони (Центральної та Південної Америки). База створена понад 25 років тому, у теперішній час підтримується Ботанічним садом Міссурі. Містить зображення, таксономічні описи, бібліографічні дані про понад 4,2 млн. гербарних зразків. Також вона містить дані про понад 49 тис. наукових опублікувань. База даних доступна англійською, іспанською та французькою мовами.